# Protolestes leonorae
Protolestes leonorae är en trollsländeart som beskrevs av Schmidt in Fraser 1949. Protolestes leonorae ingår i släktet Protolestes och familjen Megapodagrionidae. Inga underarter finns listade i Catalogue of Life.